# Forteresse de Morović
Les ruines de la forteresse de Morović (en serbe cyrillique : Тврђава Моровић ; en serbe latin : Tvrđava Morović) sont situées à Morović, dans la province de Voïvodine et dans le district de Syrmie, en Serbie. Elles sont inscrites sur la liste des monuments culturels de grande importance de la République de Serbie (identifiant no SK 1355).

## Présentation
La forteresse de Morović est située à la confluence du Bosut et de la Studva. Elle a été construite après 1332 sur l'ordre du ban de Mačva Jovan Marotija. Pendant un court laps de temps, elle a fait partie des possessions du despote Đurađ Branković avant de passer entre les mains des Hongrois puis entre celles des Ottomans en 1528-1529. Les Turcs y maintiennent des hommes pour lutter contre le banditisme endémique dans la région. Morović entre dans l'Empire des Habsbourgs en 1699 et, en 1718, le traité de Passarowitz déplace plus au sud la frontière entre les Autrichiens et les Turcs ; la place forte perd alors sa valeur militaire et stratégique et elle se dégrade progressement.
Les fortifications sont de forme trapézoïdale. Sur les angles préservés donnant sur la rivière Bosut ne se trouve aucune tour, alors que sur un plan de Weigel datant de 1699 il semble qu'il y en avait deux. La forteresse est construite en briques. Les murs, épais d'environ 2 m, sont conservés à une hauteur comprise entre 2 m et 2,50 m, avec des contreforts extérieurs partiellement visibles.
À l'extérieur de la forteresse se trouve une église dédiée à Sainte-Marie, dotée d'un clocher avec des meurtrières en forme de croix. Autour de l'église se trouve un cimetière de la fin du Moyen Âge.
Le site des fortifications n'a fait l'objet d'aucune investigation archéologique ou architecturale,.